# Centromerus capucinus
Centromerus capucinus là một loài nhện trong họ Linyphiidae.
Loài này thuộc chi Centromerus. Centromerus capucinus được Eugène Simon miêu tả năm 1884.